# L'Opéra-Mouffe
L'Opéra-Mouffe è un cortometraggio del 1958 scritto e diretto da Agnès Varda. La pellicola è la trasposizione di un diario di viaggio di una donna incinta in giro tra la gente nel quartiere parigino di Mouffe, che dà il titolo all'opera.

## Produzione
Le riprese furono realizzate lungo Rue Mouffetard a Parigi da Agnès Varda allorché era incinta della sua prima figlia, Rosalie Varda.